# Brevan Howard
Brevan Howard Asset Management est un des fonds d'investissement alternatif les plus importants d'Europe. Basé au Royaume-Uni, il a été cofondé par Alan Howard et Jean-Philippe Blochet en 2002, et dispose de plus de 40 milliards de dollars d'actifs sous gestion. Blochet a quitté le fonds en novembre 2009. Le principal fonds géré par Brevan Howard Asset Management a eu un rendement de 20,4 % en 2008 et 18 % en 2009, selon le Financial Times.